# Pont de Michigan Avenue
Le pont de Michigan Avenue (Michigan Avenue Bridge) est un pont basculant sur la rivière Chicago, traversé par Michigan Avenue, et sert de frontière entre les secteurs communautaires du Loop et de Near North Side dans le Downtown de Chicago (Illinois, États-Unis). Le pont est entretenu par le Chicago Department of Transportation (CDOT).

## Description
Il se situe en bordure du Magnificent Mile, entre le Wrigley Building et la Tribune Tower au nord, et le London Guarantee Building et le 333 North Michigan sur Wacker Drive au sud, et fait partie du quartier historique de Michigan–Wacker Historic District. Le pont fut construit entre 1917 et 1920 comme deux ponts parallèles fonctionnant indépendamment l'un de l'autre. Il a été conçu par l'architecte Edward H. Bennett, et est un exemple précoce de tourillon fixe de pont à bascule, qui est devenu plus tard notoire comme étant une bascule de « style Chicago ». Lorsque le pont fut achevé, il fut le principal lien entre le quartier de Near North Side et celui du Loop, qui sont deux des trois quartiers qui composent Downtown Chicago.
Il s'agit d'un double pont levant d'une longueur de travée principale de 220 pieds (soit 67 m). Au printemps et en automne, le pont est soulevé deux fois par semaine pour permettre aux voiliers de passer de la rivière au lac Michigan, ou inversement, et, également, de rejoindre les chantiers navals où ils sont mis à l'abri pour l'hiver. Le pont a été désigné Chicago Landmark (CL) par les membres de la Commission on Chicago Landmarks de la ville de Chicago. Ainsi, il bénéficie d'une protection juridique au titre des monuments historiques et patrimoniaux.
Au sud du pont de Michigan Avenue, un escalier mène à la Chicago Riverwalk, une promenade arborée longeant la rivière Chicago entre le pont de Lake Shore Drive et le pont de Lake Street.